# سقف مضاعف الميل

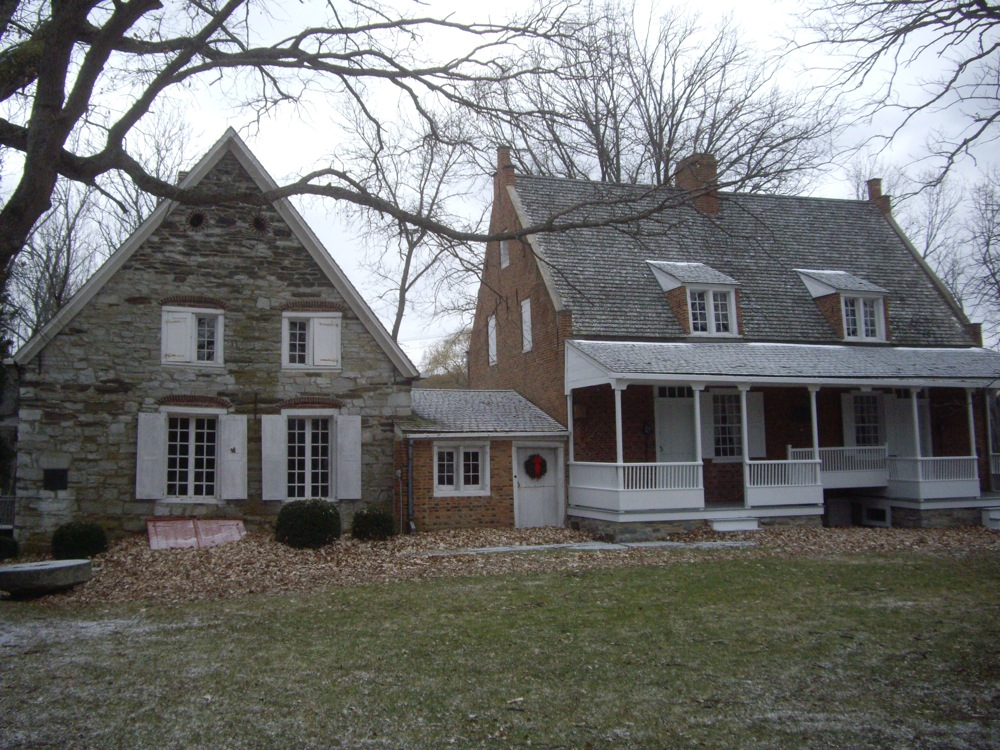
سقف مضاعف الميل في الولايات المتحدة.

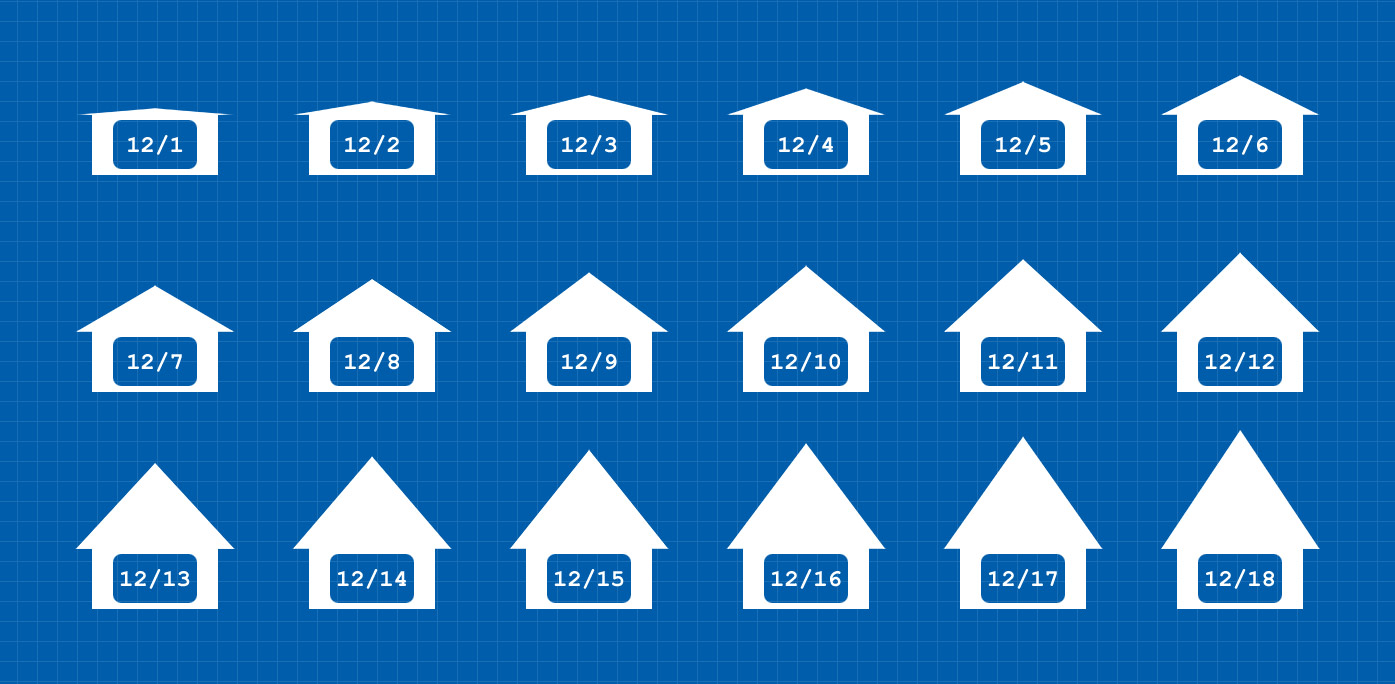
الأسقف المضاعفة الميل بنسب مختلفة بين إرتفاعها وعرضها.

السقف المضاعف الميل (بالإنجليزية: Pitched roof أو Gabled roof) هو نوع من الأسقف التي تتكون من سطحين مائلين، ينطلقان من نهايتي جدارين، وينتهيان بحرف في القمة يحدد اتجاه الميلين على جانبيه.  يمكن أن تكون الميول متماثلة أو مختلفة أو متعددة، وتتقاطع بأضلاع منتظمة أو بتشكيلة تتطلبها طبيعة التصميم ونوع البناء.  تُستعمل مثل هذه الأسقف في المناطق الغزيرة الأمطار، وتزداد ميول الأسقف شدة في المناطق التي تكثر فيها الثلوج، كما في معظم المناطق الشمالية من أوروبا.
وتختلف هذه الأسقف عن الأسقف المتعددة الميل باتجاهات متعددة (Hipped roof) ذات  الثلاث أو أربع جوانب، حيث تُعتبر عملية إنشاء الأسقف المضاعفة الميل أسهل منها،  إلا إن الأخرى أفضل من ناحية مقاومة الأعاصير والرياح.

## وصلات خارجية
- كيف تحدد سقف مضاعف الميل
- حاسبة سقف مضاعف الميل